# クリスティアン・パルラティ
クリスティアン・パルラティ（Christian Parlati　1998年1月23日- ）はイタリア出身の柔道選手。階級は81kg級と90kg級。得意技は大内刈。

## 経歴
柔道は3歳の時に柔道のコーチを務めていた父親の影響で始めた。ニッポン・クラブ・ナポリに所属していた2017年のヨーロッパジュニア81kg級で3位になると、世界ジュニアでは3位になった。2018年のヨーロッパジュニアでも3位だったが、世界ジュニアでは決勝で笠原大雅を破って優勝した。2020年のグランドスラム・タシケントでは準決勝で元世界チャンピオンの永瀬貴規を膝突きの大内刈で破るなどして優勝を飾った。続くグランドスラム・アンタルヤでは決勝でトルコのヴェダト・アルバイラクに敗れて2位だった。日本武道館で開催された東京オリンピックでは3回戦で永瀬に足車で敗れた。その後階級を90kg級に上げると、2022年のグランプリ・オディヴェーラスとグランドスラム・ブダペストで2位となった。世界選手権では決勝まで進むも、地元ウズベキスタンのダブラト・ボボノフに反則負けを喫して2位だった。2024年のパリオリンピックでは初戦で敗れた。
IJF世界ランキングは1862ポイント獲得で21位(25/4/21現在)。

## 主な戦績
81kg級での戦績
- 2016年 - ヨーロッパジュニア　個人戦　5位　団体戦　3位
- 2017年 - ヨーロッパジュニア　3位
- 2017年 - 世界ジュニア　3位
- 2018年 - ヨーロッパジュニア　3位
- 2018年 - 世界ジュニア　優勝
- 2019年 - グランプリ・テルアビブ　3位
- 2019年 - グランプリ・アンタルヤ　2位
- 2019年 - グランドスラム・ブラジリア　5位
- 2021年 - ワールドマスターズ　5位
- 2021年 - グランドスラム・タシケント　優勝
- 2021年 - グランドスラム・アンタルヤ　2位

90kg級での戦績
- 2022年 - グランプリ・オディヴェーラス　2位
- 2022年 - ヨーロッパ選手権　5位
- 2022年 - グランドスラム・ブダペスト　2位
- 2022年 -　世界選手権　2位
- 2022年 -　グランドスラム・バクー　3位
- 2023年 -　世界選手権　5位
- 2023年 -　ヨーロッパ競技大会　団体戦　3位
- 2023年 -　グランドスラム・東京　3位
- 2024年 -　グランドスラム・タシケント　3位
- 2024年 - 世界選手権　5位
- 2025年 -　ヨーロッパ選手権　優勝

(出典、)